# Alexander Schleicher ASG 32
Dimensions
Le ASG 32 est un planeur biplace fabriqué par Alexander Schleicher.

## Conception et développement
L’annonce du lancement de l'étude du ASG-32 fut en avril 2013. L'idée de ce planeur était de faire un nouveau planeur entre le ASK 21 et les planeurs de type ASH 25 ou ASH 30.
Le ASG-32 rentre dans la catégorie FAI Classe biplace 20 mètres.
Pendant la conception, il a été annoncé différentes versions:
ASG32
Planeur pur
ASG32 MI
Motoplaneur (Décollage autonome)
ASG32 El
Motoplaneur électrique (Décollage autonome)
La construction du prototype fut lancée en 2013, on put les apercevoir sur le site du constructeur.
Le prototype a effectué son premier vol le 31 mai 2014 à Poppenhausen (Allemagne) avec comme pilotes, le concepteur  Michael Greiner et le PDG de Alexander Schleicher, Peter Kremer.
Les premières livraisons ont été annoncées en 2015.